# Upper Sandusky
Upper Sandusky er en amerikansk by og administrativt centrum i det amerikanske county Wyandot County, i staten Ohio. I 2000 havde byen et indbyggertal på 6.533.

## Ekstern henvisning
- Upper Sanduskys hjemmeside (engelsk)

40°49′47″N 83°16′45″V / 40.8297°N 83.2792°V